# Karl Öra
Karl Karlsson Öra var en svensk riddare i Skolsta, (nuvarande Marieberg, Katrineholm) Björkviks socken, och häradshövding i Oppunda härad. Det är inte helt klarlagt om denne Karl Öra (nämnd 1377-1430) var en eller två personer. Äldre historiker menade att det fanns två Karl Öra, av vilka den äldre, gift med Cecilia Anundsdotter, var far till den yngre Karl Karlsson Öra, gift med Cecilia Staffansdotter, vilkat gav upphov till teorin om en ätt, som har kallats Öra. Senare historiker menar att det endast fanns en Karl (Karlsson) Öra som var belagd i medeltida källor och att dennes far, som också hette Karl, endast var känd genom sonens patronymikon.
Karl Öra nämns första gången när han beseglade ett dokument 10 oktober 1377 i Nyköping,  och nämns 28 maj 1379 med Ingevald Anundsson, när han byter till sig jord i Skolsta. . Karl Öra var gift med Cecilia Anundsdotter, en syster till denne Ingevald, som alltså var hans svåger, vilket kan utläsas i ytterligare ett jordbytesdokument daterat 15 februari 1384 i Vadstena,  och ett dokument daterat 21 februari 1385 i Vadstena nämner en Anund Dansson, som sannolik far till syskonen Ingevald och Cecilia.
Karl Öra var enligt almqvist (1955) häradshövding i Oppunda i Sörmland 1410 - 1430, men redan 1409 är han i medeltidsbreven omnämnd som  häradshövding.  ett ämbete han av någon anledning låter ställföreträdaren Anders ”Ofasson” utföra i hans namn 1410.  1411 utökar han sitt jordinnehav ytterligare.
I Åbo domkyrkas svarta bok (Registrum Ecclesiae Aboensis) är Karl Öra omnämnd 1420 som kungens ombudsman (kungens domhavande) vid en Räfstetingsdom i Åbo.
1413 nämns Karl Öra som gift med Cecilia Staffansdotter när riddaren Karl Karlsson ger sin hustru Cecilia Staffansdotter ett nytt morgongåvobrev i stället för det som brunnit upp i Nyköping. (paret nämns även 1426)
1430 omnämns Karl Öras begravning i Vadstena klosters minnesbok.
En dotter med okänt namn till Karl Öra gifte sig med Karl Gädda vilka ärvde Karl Öra. Dotterns mor var Cecilia Staffansdotter.